# Olena Stepaniv
Olena Ivanivna Stepaniv (en ucraniano: Оле́на Іванівна Степа́нів; 7 de diciembre de 1892-11 de julio de 1963), también Olena Iwaniwna Stepaniw, Yelena Ivanovna Stepaniv y Olena Stepaniw-Daschkewytsch, fue una soldado y economista austrohúngara y ucraniana. Es conocida popularmente como la primera mujer oficial del ejército ucraniano.

## Biografía
Stepaniv nació en Vyshnivchyk, Austria-Hungría (ahora Ucrania) en 1892. En 1912, asistió a una reunión organizada por Konstantyna Malytska para el «Comité de Mujeres» en Lviv para prepararse para la guerra. Otros en la reunión fueron Olena Zalizniak, María Biletska y Olha Basarab. Recomendaron que el dinero recaudado del «Fondo Nacional de Combate» se utilizara para financiar a los fusileros ucranianos de Sich.
Durante la Primera Guerra Mundial fue estudiante en la Universidad de Lviv. Cuando aún era estudiante, se le dio el mando de un pelotón. Afirmó que se unió a los fusileros ucranianos de Sich vistiéndose como hombre. Se descubrió su disfraz y se debatió si debería ser detenida; se salvó luego de que Volodímir Starosolski intervino y persuadió a los reclutadores para que la inscribieran. Algunos de estos detalles cambiaron cuando volvió a contar la historia. Se ha estimado que solo 34 mujeres ucranianas llegaron al frente, incluidas Stepaniv y su amiga Hanna Dmyterko.
Stepaniv también estuvo presente en la batalla de Makivka con la legión de fusileros ucranianos de Sich y fue recompensada con el ascenso a segunda teniente y una medalla por su valentía. Se convirtió en la mujer soldado ucraniana más conocida. Las mujeres soldadas fueron reportadas internacionalmente y se distribuyeron postales de ellas, pero fue Stepaniv quien ganó el mayor perfil. Ferenc Molnár, periodista y dramaturgo, informó haber visto a mujeres francotiradoras sirviendo junto a hombres, vistiendo uniformes y ganando medallas y promociones. Según una fuente, Stepaniv, Sofia Halechko e Iryna Kuz fueron las primeras mujeres en luchar en igualdad de condiciones con los hombres en el siglo XX, pero otras fuentes citan otros ejemplos.

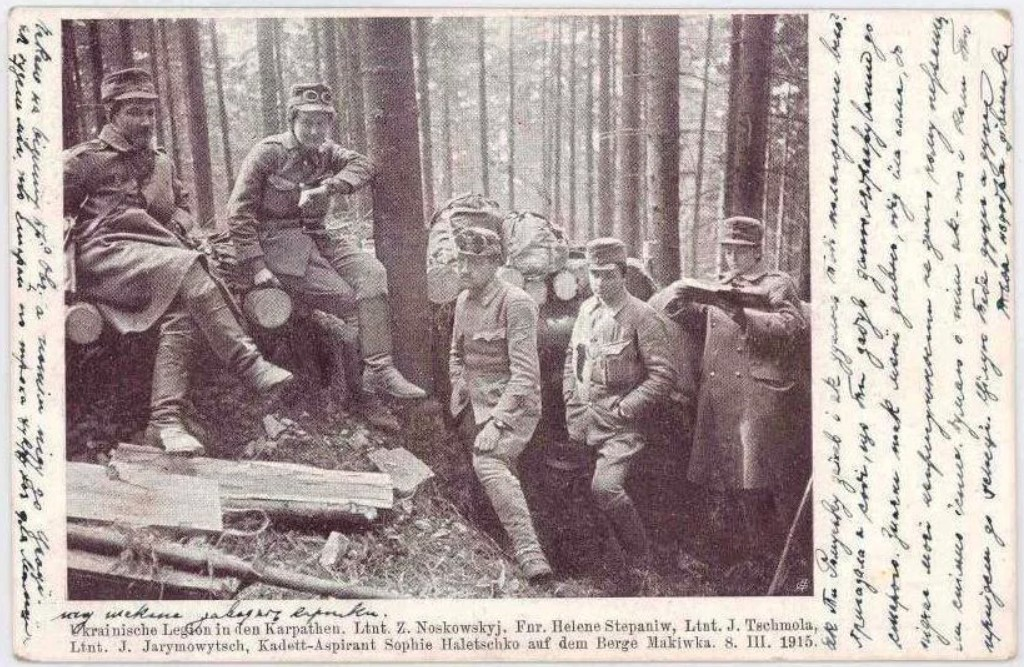
Una postal usada que muestra a los oficiales del USS Zenon Noskovskyi, Olena Stepaniv, Ivan Chmola, Osyp Yarymovych y Sofia Halechko en el monte Makivka.

Stepaniv fue hecha prisionera por los rusos después de que ella y otros se quedaron atrás para cubrir una retirada en Boléjiv. Fue retenida en Taskent como prisionera de guerra, donde permaneció hasta 1917. Ayudó a organizar el levantamiento de 1918 en Taskent, ya que era miembro de la Junta Militar Suprema de la legión. De 1918 a 1919 volvió a comandar un pelotón, esta vez en el Ejército ucraniano de Galitzia, la fuerza militar de la República Popular de Ucrania Occidental.
Cuando terminó la guerra, Stepaniv volvió a la educación y obtuvo un doctorado. En 1927, asistió al 2.º Congreso de científicos y médicos naturales de Ucrania. En 1930, publicó un libro que registra los años 1912–14. Esta fue una de las 75 publicaciones que realizó durante su vida.
Stepaniv comenzó a enseñar en un gymnasium establecido por las hermanas basilianas en Lviv; permaneció allí hasta 1935, cuando los líderes polacos de la orden dejaron de enseñar. Luego tomó un trabajo en la sociedad Ridna Shkola, que había defendido el idioma ucraniano desde 1881. También trabajó para el Sindicato de Auditoría de las Cooperativas de Ucrania, y era una personalidad muy conocida.

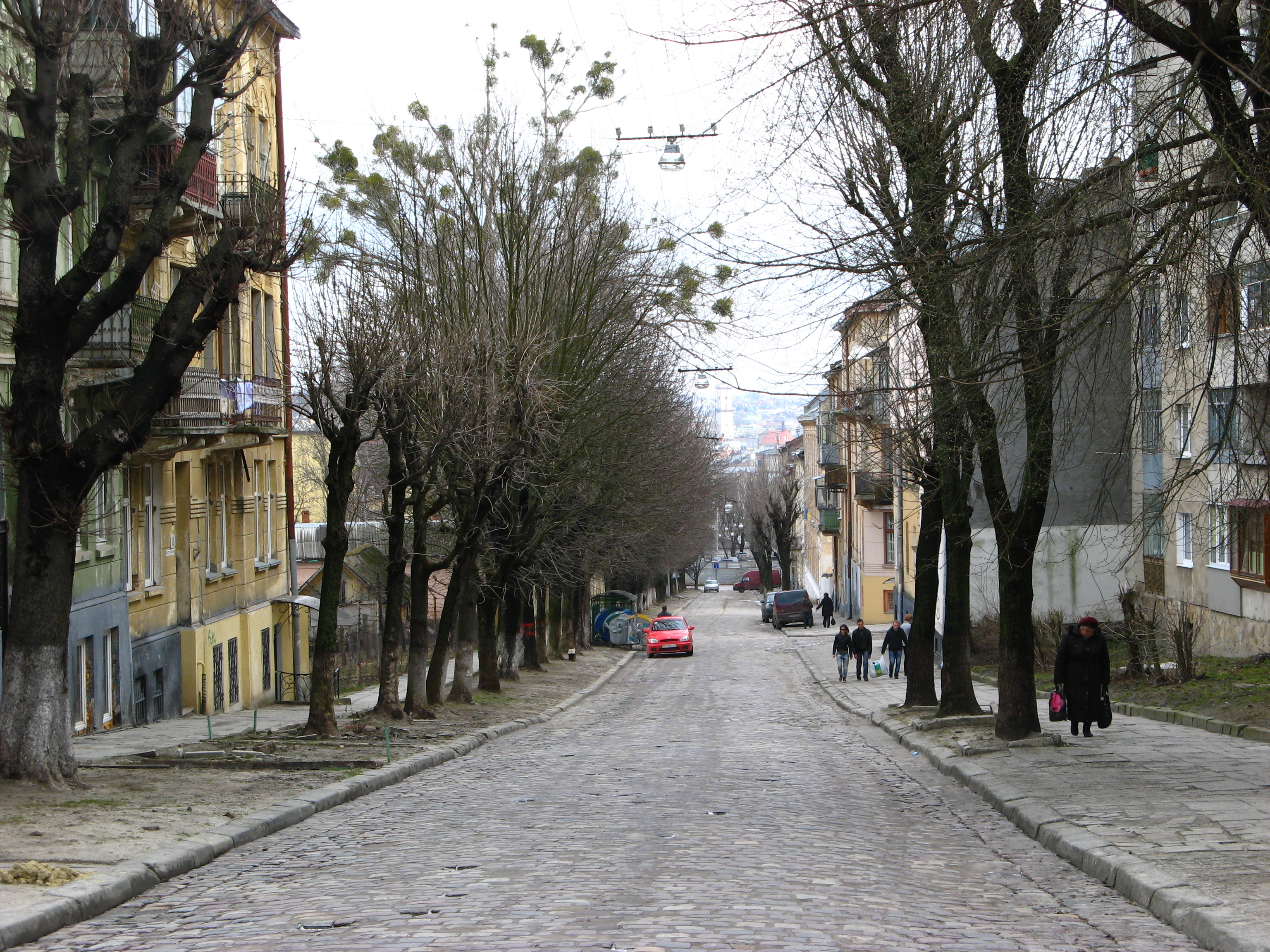
Calle Stepanivni en Lviv en 2013.

En 1942, Stepaniv dirigió el departamento de estadísticas en Lviv. Recopiló y publicó datos y se dijo que las publicaciones tenían la intención de avergonzar a los ocupantes del país. Durante la guerra, ella trabajaba en la Universidad de Lviv, pero después de que terminó la guerra, fue enviada a un campo de trabajo en Mordovia en 1949, debido a su patriotismo ucraniano. Estuvo retenida allí hasta 1956.
Stepaniv se casó con Roman Dashkevych, que era abogado y general-khorunzhyi (alférez general) del Ejército Popular de Ucrania. En 1926 nació su hijo, Yaroslav Dashkevych.

## Muerte y legado
Stepaniv murió en Lviv en 1963. Existen biografías ficticias de ella.
En 1991, una calle en Lviv, Calle Oleni Stepanivni, recibió su nombre, citándola como la primera mujer en convertirse en oficial comisionada en el ejército ucraniano.